# E.Leclerc
E.Leclerc es una cadena de supermercados e  hipermercados francesa creada en 1948 por Édouard Leclerc en Bretaña.
Desde entonces  E.Leclerc se ha difundido por toda Francia, convirtiéndose en la principal actor en la distribución en Francia, por delante de grandes distribuidores como Carrefour, Auchan e Les Mousquetaires - Intermarché.
E.Leclerc es parte de la central de compras europea Coopernic.

## Leclerc en el mundo
En total el número de tiendas por el continente se reparte de la siguiente forma:
- 721 establecimientos: hipermercados, supermercados y tiendas exprés en Francia.[3]
- 13 centros en España[4]
- 41 centros en Italia en alianza con CONAD, en el sector de hipermercados (finalizada en 2014).
- 47 centros en Polonia.
- 22 centros en Portugal.
- 2 centros en Eslovenia.
- 4 centro en Andorra.

## Hipermercados en España

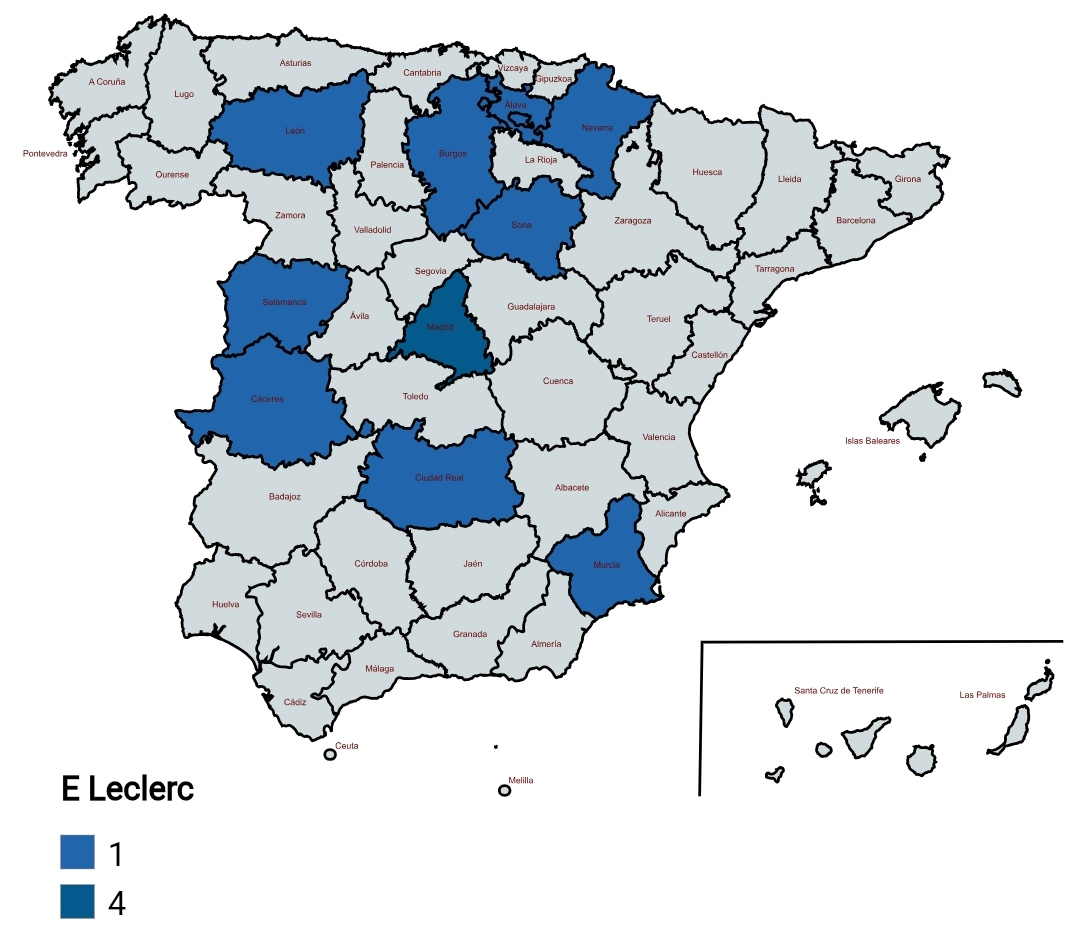
Hipermercados E Leclerc

- Hipermercado E.Leclerc en Salamanca Trujillo
- Murcia
- Ciudad Real
- Aranjuez
- Valdemoro
- Majadahonda
- Soria
- Salamanca
- León
- Miranda de Ebro
- Vitoria
- Pamplona

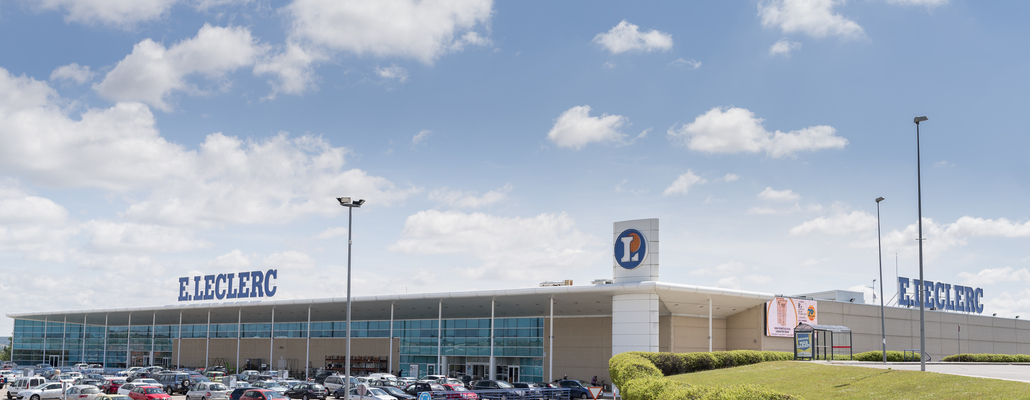
Hipermercado E.Leclerc en Salamanca

En 1992 abrió en Pamplona su primer hipermercado en España.
En 1994 inauguró su hipermercado de Ciudad Real.
En 1996 inauguró su hipermercado de Soria.
En 1997 inauguró su hipermercado de León.
En 1999 inauguró su hipermercado de Aranjuez.
En 2001 inauguró su hipermercado de Salamanca.
En 2005 inauguró su hipermercado de Miranda de Ebro.
En 2007 inauguró su hipermercado de Vitoria.
En 2008 inauguró su supermercado de Trujillo.
En 2011 compró a Eroski todos sus establecimientos situados en la Comunidad de Madrid (Alcobendas, Carabanchel, Fuenlabrada, Majadahonda, Pinto, Valdemoro y Vallecas).
En 2016 cerró sus hipermercados de Alcobendas, Carabanchel y Vallecas.
En 2018 vendió su hipermercado de Fuenlabrada a Alcampo.
En 2020 vendió sus hipermercados de Almendralejo, Lugo y Puertollano a Family Cash.
En 2024 cerró su hipermercado de Pinto, manteniendo así un total de 12 hipermercados en España, repartidos en 10 provincias de 7 comunidades autónomas.